# Dorotea de Brandeburgo
Dorotea de Brandeburgo (Margraviato de Brandeburgo, 31 de diciembre de 1430-Kalundborg, 10 de noviembre de 1495), fue reina consorte de Dinamarca entre 1449 y 1481, como esposa del rey Cristián I. Al mismo tiempo, fue reina consorte de Noruega entre 1450 y 1481, y de Suecia de 1457 a 1564. Fue la primera soberana consorte de la Unión de Kalmar, que incluía a los tres reinos nórdicos.

## Biografía
Dorotea era hija del margrave Juan de Brandeburgo-Kulmbach y de la duquesa Bárbara de Anhalt. Tuvo dos hermanas: Bárbara de Brandeburgo (1422-1481), quien sería marquesa de Mantua, e Isabel (fallecida en 1451), quien sería duquesa de Pomerania.
Casó por primera vez el 12 de septiembre de 1445 con Cristóbal de Baviera, rey de Dinamarca y Noruega de 1440 a 1448 y de Suecia entre 1441 y 1448. En los dos años y medio de matrimonio no tuvo hijos. Cristóbal falleció en 1448. En compensación por su viudez, Dorotea recibió del Consejo del Reino de Dinamarca una cuantiosa pensión y posesiones.
El Consejo del Reino decidió buscar un nuevo monarca y un nuevo esposo para la reina viuda. En un acuerdo con Adolfo VIII de Holstein, se decidió que el nuevo rey fuera el sobrino de este último, el joven duque Cristián de Oldemburgo, quien fue conocido como Cristián I de Dinamarca. El 26 de octubre de 1449 Dorotea se casó en segundas nupcias con Cristián.
De su segundo matrimonio, nacieron cinco hijos:
1. Olaf (1450-1451).
2. Canuto (1451-1455).
3. Juan (1455-1513), rey de la Unión de Kalmar, duque de Schleswig-Holstein.
4. Margarita (1456-1486), reina consorte de Escocia, esposa del rey Jacobo III de Escocia.
5. Federico (1471-1533), Duque de Schleswig y Holstein y rey de Dinamarca y Noruega (1523-1533).

Se dice que la reina fue famosa por su carácter decidido y una alta capacidad como administradora, lo que le permitió que el rey le otorgara la administración de amplios territorios dentro de Dinamarca y Suecia. En Suecia perdería sus posesiones tras los gobiernos de Sten Sture el Viejo y de Carlos VIII, y ante esa situación buscó apoyo del papa, aunque sin lograrlo. En abril de 1474, en una visita a Roma recibió el permiso papal para fundar una universidad en Copenhague.
Tras la muerte de Cristián I, Dorotea siguió teniendo cierta influencia en el gobierno. El rey Juan vio disminuir su posesiones y su autoridad debido a que Dorotea -que había recibido la administración de los ducados de Schleswig y Holstein de manos de Cristián I-, decidió favorecer a su hijo menor, Federico, otorgándole el gobierno de los ducados de manera conjunta a Juan.
En sus años de viudez, favoreció de manera especial a la Orden Franciscana en Dinamarca, otorgándole fondos para la construcción de un monasterio, y realizó una peregrinación a Roma, donde se entrevistaría con el papa y recibiría bulas que emplearía en Dinamarca. Vivió sus últimos años en sus posesiones de Kalundborg, donde falleció el 10 de noviembre de 1495. Fue sepultada en la Catedral de Roskilde, al lado del rey Cristián I.